# Meraner (Apfel)
Meraner ist eine Apfelsorte, die 1976 in Marling im Südtiroler Etschtal als Zufallssämling entdeckt wurde.
Der Meraner Apfel ist ein Winterapfel mit einer mittelgroßen und etwas kantigen Frucht. Die Schalenfarbe ist gelb, zur Reifezeit ist die halbe Schale gerötet und leicht gestreift. Das Fruchtfleisch ist fest und saftig mit Zucker- und Säuregehalt. Die Pflückreife beginnt Anfang Oktober, die Genussreife ab Mitte Oktober. Die Lagerfähigkeit erstreckt sich über fünf Monate bis Mitte März.
Die Früchte sind wenig anfällig für Lagerschäden. Der Meraner Apfel ist zur Blüte ein guter Pollenspender. Die Verbreitung ist derzeit auf Südtirol beschränkt.